# Мішель Ебішер
Мішель Ебішер (нім. Michel Aebischer, нар. 6 січня 1997, Фрібур) — швейцарський футболіст, півзахисник клубу «Болонья».

## Клубна кар'єра
Є вихованцем швейцарського клубу «Янг Бойз», в академію якого потрапив у 2013 році. У сезоні 2016/17 став залучатися до тренувань з основною командою. 10 вересня 2016 року дебютував у швейцарському чемпіонаті в поєдинку проти «Люцерна», вийшовши на заміну на 89-ій хвилині замість Йоріка Раве.
| Дата       | Місто     | Господарі         | Результат | Гості     | Турнір                               | Голи | Примітки |
| ---------- | --------- | ----------------- | --------- | --------- | ------------------------------------ | ---- | -------- |
| 18-11-2019 | Гібралтар | Гібралтар         | 1 – 6     | Швейцарія | Відбір до ЧЄ 2020                    | -    | 85'      |
| 3-9-2020   | Львів     | Україна           | 2 – 1     | Швейцарія | Ліга націй УЄФА 2020-2021 - 1-й етап | -    | 82'      |
| 6-9-2020   | Базель    | Швейцарія         | 1 – 1     | Німеччина | Ліга націй УЄФА 2020-2021 - 1-й етап | -    | 80'      |
| 1-9-2021   | Базель    | Швейцарія         | 2 – 1     | Греція    | товариський матч                     | -    | 46'      |
| 5-9-2021   | Базель    | Швейцарія         | 0 – 0     | Італія    | Відбір до ЧС 2022                    | -    |          |
| 8-9-2021   | Белфаст   | Північна Ірландія | 0 – 0     | Швейцарія | Відбір до ЧС 2022                    | -    | 86'      |
| 15-11-2021 | Люцерн    | Швейцарія         | 4 – 0     | Болгарія  | Відбір до ЧС 2022                    | -    | 90+7'    |
| 26-3-2022  | Лондон    | Англія            | 2 – 1     | Швейцарія | товариський матч                     | -    | 80'      |
| 9-6-2022   | Женева    | Швейцарія         | 0 – 1     | Іспанія   | Ліга націй УЄФА 2022-2023 - 1-й етап | -    | 64'      |
| Усього     |           | Матчів            | 9         |           | Голів                                | 0    |          |

## Титули і досягнення
- Чемпіон Швейцарії (4):

«Янг Бойз»: 2017-18, 2018-19, 2019-20, 2020-21
- Володар Кубка Швейцарії (1):

«Янг Бойз»: 2019-20
- Володар Кубка Італії (1):

«Болонья»: 2024-25